# Gare de Nantiat
La gare de Nantiat est une gare ferroviaire française de la ligne du Dorat à Limoges-Bénédictins, située sur le territoire de la commune de Nantiat, dans le département de Haute-Vienne et la région Nouvelle-Aquitaine.
Elle est mise en service en 1880 par l’État puis cédée à la Compagnie du chemin de fer de Paris à Orléans (PO).
C'est une halte voyageurs de la Société nationale des chemins de fer français (SNCF), du réseau TER Nouvelle-Aquitaine, desservie par des trains express régionaux.

## Situation ferroviaire
Établie à 282 mètres d'altitude, la gare de Nantiat est située au point kilométrique (PK) 449,587 de la ligne du Dorat à Limoges-Bénédictins, entre les gares ouvertes de Bellac (s’intercalaient les gares fermées de la Chapterie, Blond - Berneuil et Vaulry) et de Peyrilhac - Saint-Jouvent (s'intercalait la gare fermée de Thouron).

## Histoire
La section du Dorat à Couzeix - Chaptelat est ouverte le 31 décembre 1880 par l’État. La gare est donc ouverte dans le même temps, le 31 décembre 1880. La ligne est cédée par l'État à la Compagnie du chemin de fer de Paris à Orléans selon les termes d'une convention signée entre le ministre des Travaux publics et la compagnie le 28 juin 1883. Cette convention est approuvée par une loi le 20 novembre suivant.
En 2022, selon les estimations de la SNCF, la fréquentation annuelle de la gare était de 18 794 voyageurs contre 16 700 voyageurs en 2019.

## Services voyageurs

### Accueil
C'est un point d'arrêt non géré (PANG), équipé de deux quais avec abris.
Pour l’achat des billets, un automate est à disposition des voyageurs.

### Dessertes
Nantiat est une halte régionale SNCF du réseau TER Nouvelle-Aquitaine, desservie par des trains express régionaux de la relation Limoges-Bénédictins - Poitiers.

### Intermodalité
Un parking pour les véhicules et pour les vélos y est aménagé.

## Galerie

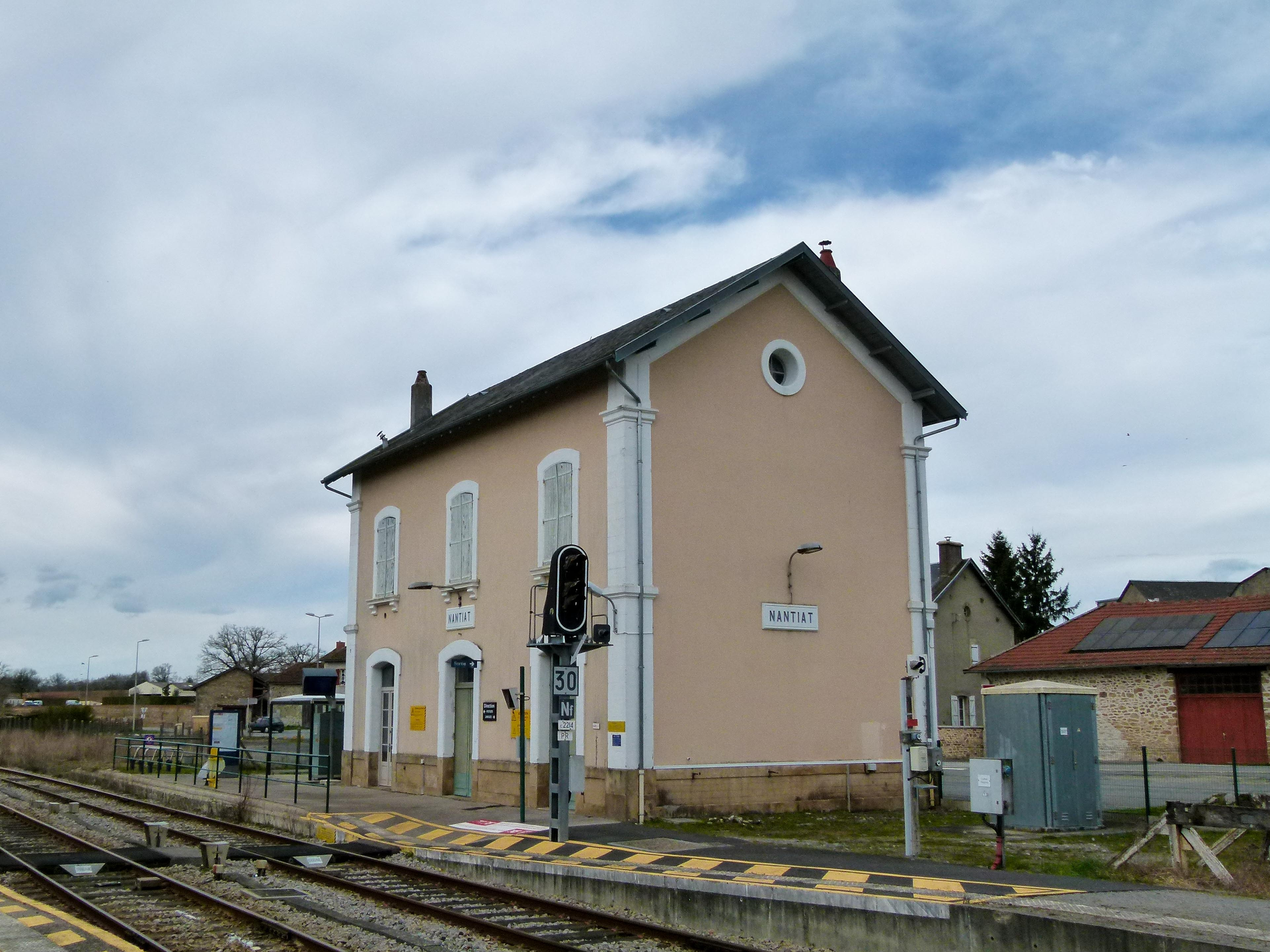
L'ancien bâtiment voyageurs côté voies.
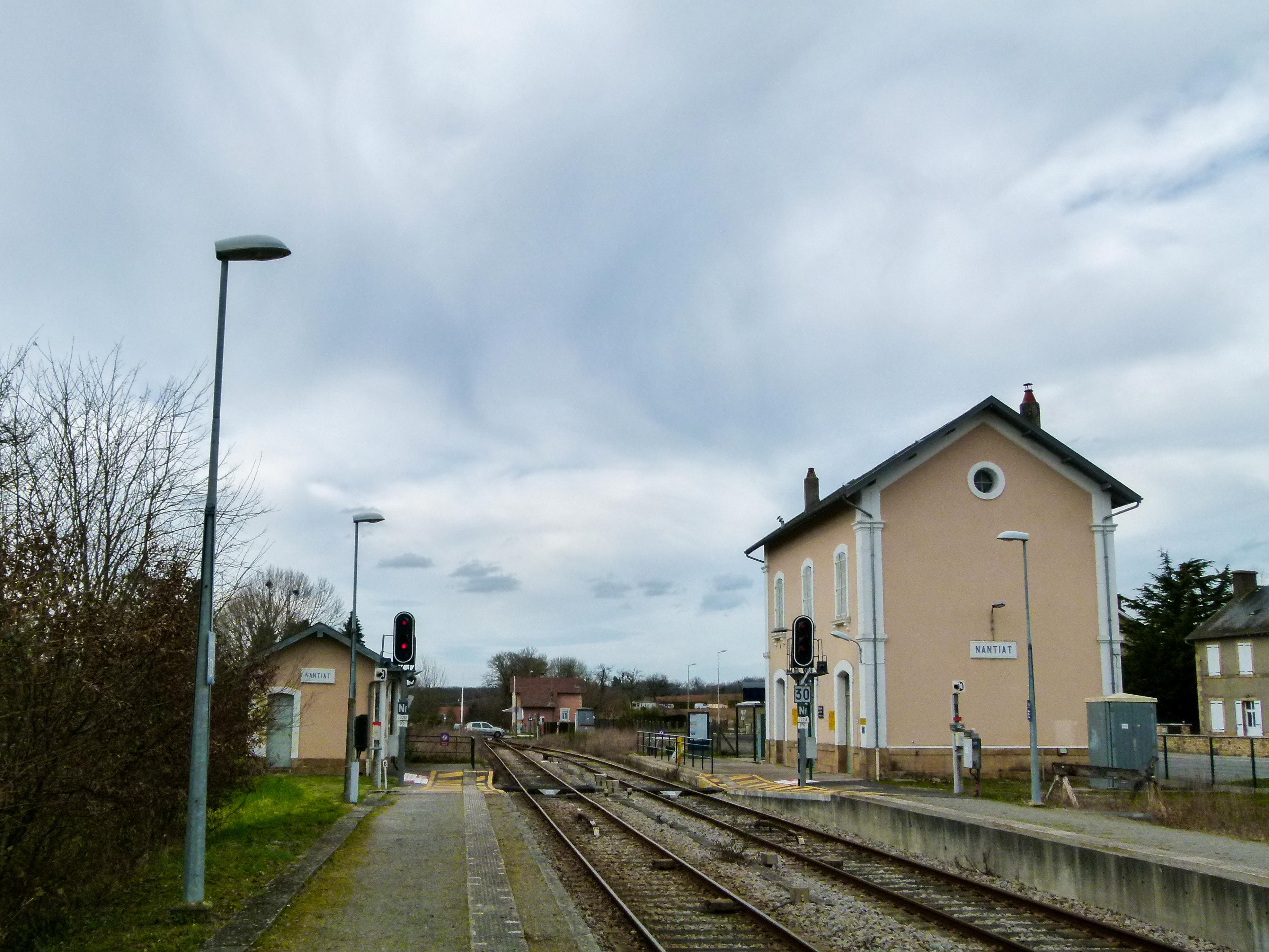
Les voies en direction de Poitiers.
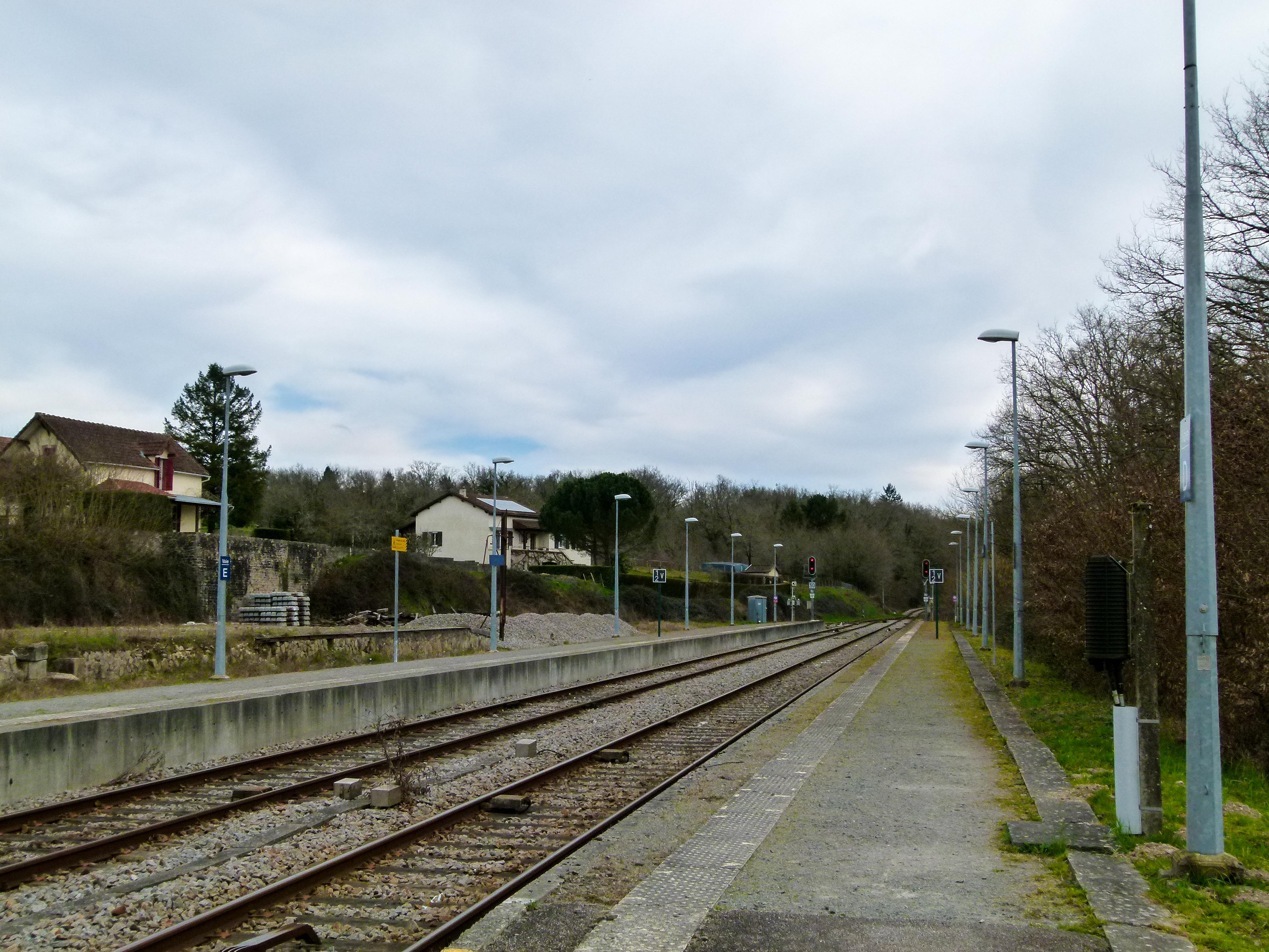
Les voies en direction de Limoges.
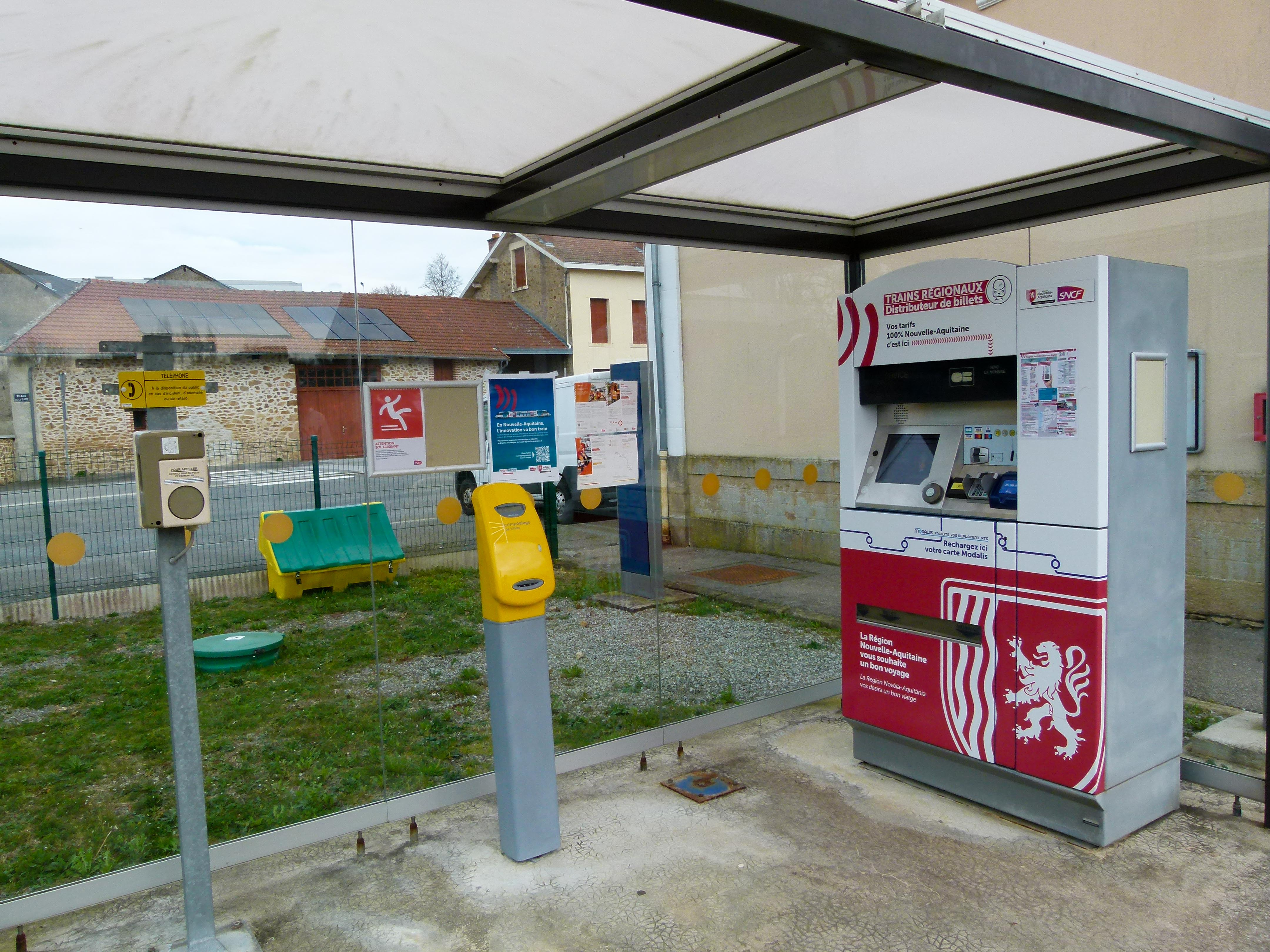
L'automate pour l'achat des billets et le composteur.